# Bravo-Jahrescharts
Die Jugendzeitschrift Bravo erscheint seit 1956 und enthält in jeder Wochenausgabe eine Hitliste, die von den Lesern gewählt wurde. Zum Jahresende wird eine Jahreshitliste erstellt, die Bravo-Jahrescharts. Ab 1960 wählen die Bravo-Leser ihre beliebtesten Gesangsstars und dekorieren sie mit dem Bravo Otto. Die Charts erhalten als zusätzliche Information ab 1960 die Sieger dieser Wahlen in den jeweiligen Kategorien.